# Nikolaus Baring

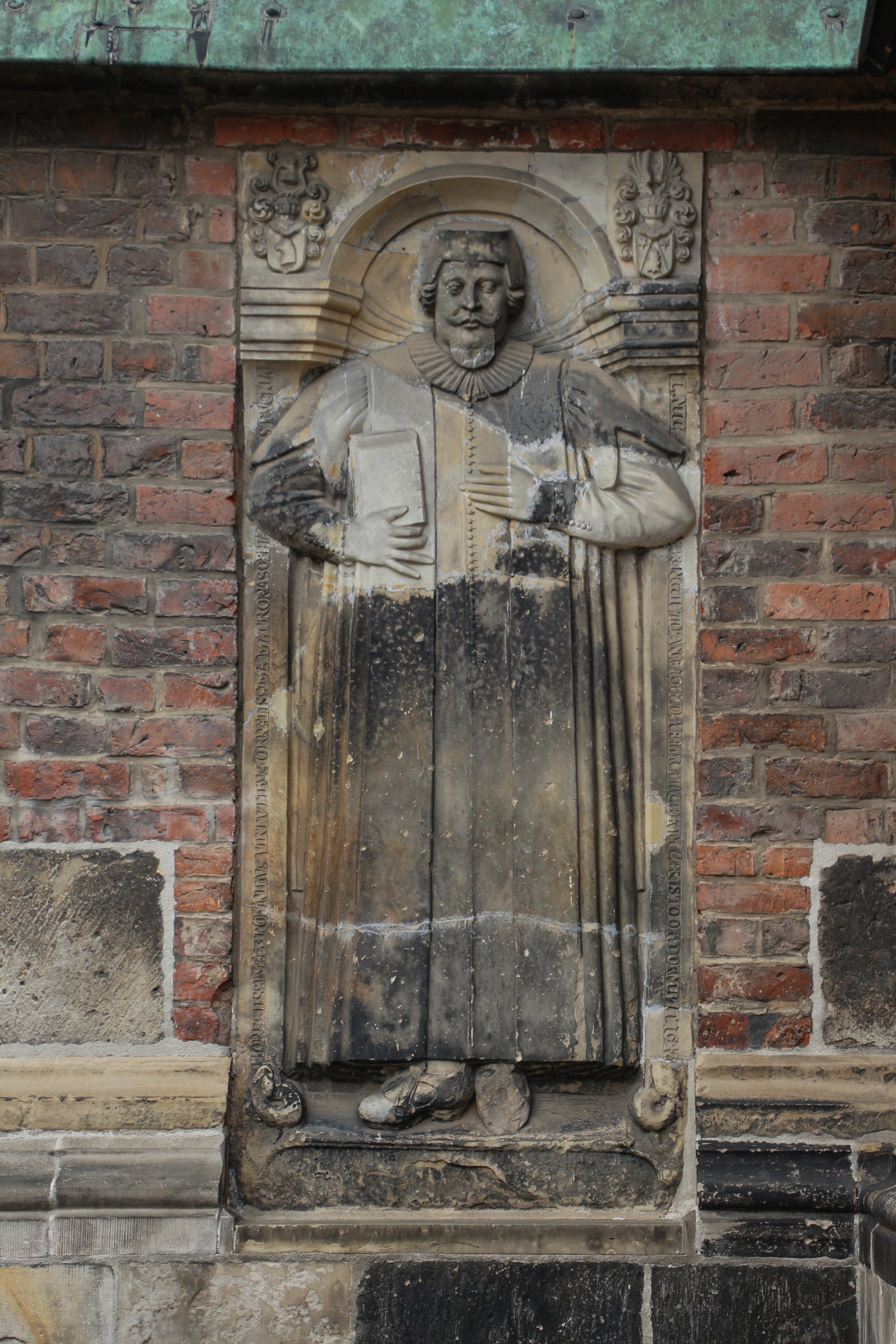
Epitaph für Nikoaus Baring an der Marktkirche (Hannover)

Nikolaus Baring (* 9. März 1607 im mecklenburgischen Kloster Zarrentin; † 29. Juni 1648 in Hannover) war ein deutscher Prediger.

## Familie
Baring stammte aus der Baring-Familie, er war das dritte Kind und der zweitälteste Sohn des evangelischen Pastors Eberhard Baring (1572–1626) und dessen zweiter Ehefrau Magdalena (1586–1646), Tochter des Lüneburger Bürgers und Kaufmanns Nikolaus Meier. Baring hatte acht Geschwister, u. a. Eberhard Baring (1608–1659), lutherischer Theologe, Pädagoge und Universalgelehrter.
Baring heiratete 1635 Sophia Johanna geb. Stucke (1614–1652), die Tochter des Hannoverschen Stadthauptmanns und Ratsherren Konrad Stucke (1575–1629). Das Paar hatte sechs Kinder.

## Leben und Wirken
Baring besuchte ab 1619 die Schule in Lüneburg. Er folgte seinem Vater nach Braunschweig und ging ab 1624 auf das Gymnasium in Hamburg. Bereits zu dieser Zeit veröffentlichte er zwei gedruckte Disputationen. Ab 1627 studierte er an der Universität Helmstedt Theologie, Philosophie und Rechtswissenschaften. Im Mai 1632 war er hier erneut immatrikuliert. Ab 1629 war Baring auch Erzieher der Söhne von Franz Jakob von Cramm auf Schloss Sambleben im Kreis Wolfenbüttel.
Nach dem Studium begann Baring als Pastor in Bettrum im Kreis Hildesheim, wurde aber bereits kurze Zeit später durch die kaiserliche Armee unter der Führung von Tilly vertrieben. Am 16. Juli 1632 versetzte das Konsistorium zu Wolfenbüttel Baring als Pastor nach Groß Elbe. Als er auch dieses Amt wegen des Dreißigjährigen Krieges nicht ausführen konnte, wurde er noch im gleichen Jahr Feldprediger des Mütschefahlischen Regiments unter der Führung des damaligen Kommandeurs Oberst Jobst Heinrich von Mutschefahl. Nachdem der Herzog Georg von Braunschweig und Lüneburg am 28. Juni 1633 bei Hessisch Oldendorf das kaiserlich besetzte Hameln zur Kapitulation gezwungen hatte, ließ er die Dankpredigt Triumphalia Hamelensia drucken. An das Zusammentreffen mit dem braunschweigischen Herzog knüpften sich in der Folge dauerhafte Beziehungen Barings, wie auch seines Bruders Eberhard, zur herzoglichen Familie und begründeten für mehr als zwei Jahrhunderte den neuen Mittelpunkt der Familie. Unter Herzog Georg wirkte Baring danach auch als Feldprediger im Regiment „Freiherr von Warberg“.
Am 11. Juli 1636 wurde er Prediger in Wilkenburg, das im Gebiet von Herzog Georg lag. 1639 hatte ihn der Herzog vor sich und der Herzogin Sibylle von Lüneburg-Dannenberg in Hildesheim predigen lassen. Einen daraufhin am 22. Oktober 1639 erhaltenen Ruf, als Hofprediger nach Dannenberg zu gehen, hatte Baring abgelehnt. Nachdem der Herzog das Fürstentum Calenberg erworben und Hannover zur neuen Residenzstadt erhoben hatte, wurde Baring am 28. März 1641 als Pastor an die dortige Aegidienkirche berufen. Auch der Nachfolger von Herzog Georg, Christian Ludwig zu Braunschweig-Lüneburg holte Baring für eine Privatpredigt in sein Haus. Am 18. August 1642 wurde Baring Lizenziat der Theologie (Lic. theol.) an der Universität Rostock. Am Palmsonntag, den 29. März 1643 wechselte er als Prediger an die Marktkirche „St. Jakob und Georg“, wo er bis zuletzt wirkte.
Neben einer Reihe von Predigten ließ Baring die Abhandlungen De Crucis signo a Constantino conspecto und Disquisitio, quod Maria Magdalena non fuerit peccatrix drucken. Sein Bericht über die Einführung der Reformation in Hannover wurde in den Hannoverschen Geschichtsblättern 1905 veröffentlicht. Seine Grabplatte, die sich in der Vergangenheit hinter der Canzel befand, hängt heute außen an der Südseite der Marktkirche.